# 너 밖에 못 이겨
〈너 밖에 못 이겨〉(君しか勝たん)는 일본의 여성 아이돌 그룹 히나타자카46의 노래. 2021년 5월 16일에 히나타자카46의 다섯 번째 싱글로 소니 레코드에서 발매되었다. 노래의 센터 포지션은 카토 시호가 맡았다.

## 발매 배경
Blu-ray가 들어있는 Type-A · B · C · D, CD뿐인 통상판의 다섯 형태로 발매.

## 선발 멤버

### 너 밖에 못 이겨
(센터: 카토 시호)
- 3열 : 토미타 스즈카, 타카하시 메구니, 타카세 마나, 야마구치 하루요, 마츠다 코노카, 카케야마 유카, 모리모토 마리이, 미야타 마나모, 우시오 사리나, 사사키 쿠미
- 2열 : 히가시무라 메이, 카미무라 히나노, 타카모토 아야카, 사이토 쿄코, 사사키 미레이, 하마기시 히요리, 와타나베 시호
- 1열 : 카와타 히나, 카네무라 미쿠, 카토 시호, 코사카 나오, 니부 아카리